# Ingo Goritzki
Ingo Goritzki (1939- ) nació en Berlín y comenzó sus estudios de flauta y piano en Freiburg, donde encontró su camino hacia el oboe. Completó sus estudios con Helmut Winschermann en Detmold, y marchó a París para seguir los cursos de Pau Casals y Sandor Vegh.
Ganador de varios concursos nacionales e internacionales, Goritzki fue oboe solista con las orquestas Sinfónica de Basel y Radio Frankfurt. En 1976 fue nombrado profesor de la Staatliche Hochschule für Musik und Theater de Hannover, y más tarde aceptó el mismo cargo en la Staatliche Hochschule für Musik und Darstellende Kunst de Stuttgart. Está considerado como un gran pedagogo, impartiendo lecciones magistrales en todo el mundo.
Ingo Goritzki actúa con la Stuttgarter Bläserakademie y el Conjunto Villa Música. Ha desarrollado una importante carrera internacional como solista con numerosas orquestas y también ha actuado en varios festivales tales como el Festival Bach de Oregón (Estados Unidos), Festival Kusatsu (Japón), Festival Internacional de Música de Cámara de Seúl y en los festivales internacionales de Berlín y Schleswig-Holstein. Ingo Goritzki es cofundador de la Musikalische Akademie de Stuttgart y es director artístico de "Sommersprossen", el Festival Clásico de Rottweil.  
Tiene en su haber numerosas grabaciones como solista y músico de cámara para el sello suizo Claves y los sellos alemanes Dabringhaus & Grimm, Capriccio y Hänssler.